# Ruth Hirschfeld
Ruth Hirschfeld (* 1952 in Zürich) ist eine Schweizer Casting-Agentin.

## Leben und Wirken
Ruth Hirschfeld wurde als Tochter des Theaterintendanten und Regisseurs Kurt Hirschfeld und der Schauspielerin Tetta Hirschfeld in Zürich geboren.
Nach einem begonnenen Architekturstudium absolvierte sie eine Ausbildung zur Buchhändlerin und wandte sich dann dem Theaterfach zu. Zehn Jahre lang war sie als Regieassistentin an verschiedenen Theatern wie der Freien Volksbühne Berlin und dem Schauspielhaus Zürich tätig, arbeitete dabei unter anderen mit Hans Hollmann, Werner Düggelin, Hans Neuenfels, Ari Zinger und Jürgen Flimm zusammen. 1986 wurde sie zur Leiterin des künstlerischen Betriebsbüros an der Freien Volksbühne Berlin ernannt.
Sie fand erst spät zu ihrem Traumberuf. Nach einer Weiterbildung in den USA wechselte sie ins Casting-Fach, das sie mit dem Casten von Xavier Kollers US-schweizerischen Produktionen in der Schweiz einführte. 1992 wurde sie Casting-Verantwortliche beim Schweizer Fernsehen. Dabei machte sie das Casting von Serien wie Fascht e Familie (1993–1999), Lüthi und Blanc (1998–2006) sowie Mannezimmer (1998–2002). Hirschfeld hat das Casting für über 120 schweizerische und deutsche Fernseh- und Filmproduktionen verantwortet.
1995 gründete sie Swiss Casting, das sie bis heute leitet. Damit war sie die erste, die in der Schweiz ein Casting-Büro
eröffnete. Später wurden von Corinna Glaus und Susan Müller ebenfalls solche Geschäftsmodelle eingerichtet (wiederum in Zürich). Hirschfeld hat mit vielen wichtigen Schweizer Regisseurinnen und Regisseuren zusammengearbeitet. So castete sie das Personal für Hits wie Ernstfall in Havanna (2002) von Sabine Boss mit Viktor Giacobbo und Mike Müller, Sternenberg (2004) von Christoph Schaub mit Mathias Gnädinger, Mein Name ist Eugen (2005) von Michael Steiner, Das Fräuleinwunder (2008) von Sabine Boss, Sennentuntschi (2010) von Michael Steiner, die Serie Der Bestatter (2011–2018) mit Mike Müller, Der Goalie bin ig (2014) von Sabine Boss mit Marcus Signer, Die göttliche Ordnung (2017) von Petra Volpe mit Marie Leuenberger, Schellen-Ursli (2015) von Xavier Koller und Private Banking (2017) von Bettina Oberli mit Stephanie Japp.
Hirschfeld hat seit 1994 immer wieder Lehrtätigkeiten an verschiedenen Hochschulen ausgeübt. «Gutes Casting funktioniert nur, wenn man sich auf jemand anders einlassen kann», sagt sie. Sie ist Mitglied im deutschen Bundesverband Casting BVC und im International Casting Directors Network ICDN.
Ihre Tochter Nurit Hirschfeld (* 1992) ist ebenfalls im Theaterfach tätig.